# La Servante au tablier rayé
La Servante au tablier rayé est une peinture à l'huile sur toile de 100 × 65 cm réalisée en 1916 par le peintre italien Amedeo Modigliani. 
Elle fait partie d'une collection parisienne privée.  
L'œuvre, représentant une serveuse de Cagnes-sur-Mer, est réalisée par l'artiste lors de son séjour dans le Midi de la France, après qu'il s'est remis de la grippe espagnole. 